# جیغ (ترانه)
«جیغ» تک‌آهنگی از گروه آلترنیتو راک آلمانی توکیو هتل است که در سال ۲۰۰۵ میلادی منتشر شد. این ترانه دو نسخه دارد. نسخه آلمانی که با نام Schrei منتشر شده و نسخه انگلیسی که با نام Scream در سال ۲۰۰۷ منتشر شد. این ترانه در چارت اتریش به موقعیت سوم و در چارت آلمان به موقعیت پنجم رسید.